# 갈락토사민
갈락토사민(영어: galactosamine)은 갈락토스로부터 유도된 헥소사민이며, 분자식이 C6H13NO5이다. 갈락토사민은 여포 자극 호르몬(FSH) 및 황체 형성 호르몬(LH)과 같은 일부 당단백질 호르몬의 구성 성분이다. 여포 자극 호르몬과 황체 형성 호르몬의 다른 당 성분으로는 글루코사민, 갈락토스 및 포도당이 있다.
갈락토사민은 간부전 동물 질병 모델에 때때로 사용되는 간독성 또는 간손상 물질이다.

## 같이 보기
- N-아세틸갈락토사민